# James W. Pumphrey
James W. Pumphrey (12 de septiembre de 1832 – 16 de marzo de 1906)  era el dueño de un establo de alquiler en Washington D. C., y jugó una papel menor en los acontecimientos que rodearon el asesinato de Abraham Lincoln y sus consecuencias. John Wilkes Booth contrató un caballo de Pumphrey que utilizó para huir después de asesinar al presidente.

## Familia y primeros años
James Pumphrey nació en Washington D. C., uno de los seis hijos de Levi Pumphrey y Sarah Pumphrey (de soltera, Miller). A la muerte de su padre, siendo el hijo mayor, James heredó el establo de alquiler en la esquina de la calle C con la calle 6.ª.
James Pumphrey tuvo dos matrimonios informales, de palabra, sin ceremonia ni registro, y fue padre de siete hijos. Con su primera mujer, Margaret, tuvo dos hijos: Ida Elizabeth y James W., Jr.  Con su segunda mujer, Mary, tuvo cinco hijos: Sarah, Mary, Josephine, Percival, y Edward.

## El día del asesinato

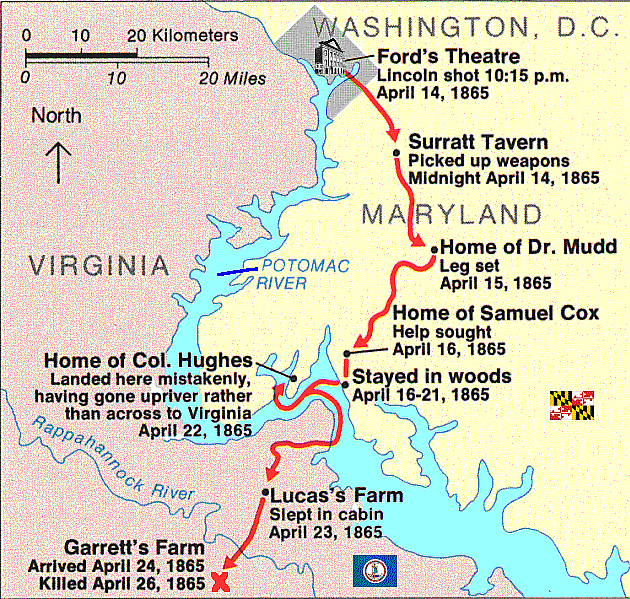
La ruta de escape de Booth. El caballo de Pumphrey fue asesinado por Herold mientras él y Booth se escondían en el bosque antes de cruzar el río Potomac a Virginia.

Pumphrey era conocido del co-conspirador John Surratt y fue Surratt quien le presentó a Booth antes del asesinato. El establo de Pumphrey se localizaba cerca del Hotel Nacional, que era la residencia de Booth en Washington en ese momento. Booth había estado alquilando un caballo en particular, que él prefería, de Pumphrey en los meses previos.
El 14 de abril de 1865, después de enterarse de que Lincoln asistiría aquel anochecer a la obra de teatro Our American Cousin, Booth fue directamente del teatro Ford al establo de alquiler de Pumphrey para hacer los arreglos necesarios para obtener un caballo.  Pumphrey informó a Booth que el caballo que usualmente contrataba no estaba disponible. Por tanto, Booth contrató uno diferente, una pequeña yegua baya con una estrella blanca en la frente y cola y crines negras. Booth dijo a Pumphrey que  estaría de vuelta para recogerla alrededor de las cuatro en punto de la tarde.
A la hora acordada, Booth llegó al establo. Pumphrey le advirtió que la yegua era muy animada y rompería su cabestro si la dejaba sin vigilancia.
Booth le explicó a Pumphrey que iba a ir al Grover Teather, el nombre antiguo del Teatro Nacional, porque tenía que escribir una carta importante. Añadió que planeaba ir después a tomarse una copa y luego dar un paseo sin prisa. Booth escribió una carta, en efecto, pero no en el Grover Teather. La escribió en el Hotel Nacional; para el editor de un diario de Washington D. C. llamado Nacional Intelligencer. En la carta, explicaba que sus planes habían cambiado de secuestrar a Lincoln a asesinarle. Además de firmar con su propio nombre, también añadió los de sus co-conspiradores: Lewis Powell, George Atzerodt, y David Herold. Más tarde, Booth tomó una bebida en el Star Saloon de Peter Taltavull ubicado junto al teatro Ford, pero sin duda no fue a dar ningún paseo. En cambio, se acercó a Edmund Spangler, un carpintero y cambiador de escenas en el teatro Ford, con la petición de que sujetara las riendas de la yegua asustadiza que había alquilado, mientras él atendía brevemente algún negocio dentro del teatro. Este negocio era asesinar a Lincoln.
Después del magnicidio, Booth y Herold huyeron al galope hacia Virginia. Antes de cruzar el río Potomac y mientras se escondían en algún bosque, Herold asesinó a la yegua de Pumphrey junto con su propio caballo porque consideró que ya no necesitarían los caballos.

## Encarcelamiento provisional
En la confusión que siguió al asesinato de Lincoln un gran número de supuestos cómplices fueron arrestados y encerrados en prisión por el Secretario de Guerra de los Estados Unidos Edwin M. Stanton. Stanton persiguió enérgicamente la aprehensión y procesamiento de supuestos conspiradores implicados en el asesinato de Lincoln. Todas las personas que se descubrió haber tener tenido algo que ver en el asesinato o cualquier persona con el más mínimo contacto con Booth o Herold en su huida fueron puestas entre rejas. Pumphrey, habiendo suministrado el caballo empleado en el escape, fue encarcelado. Finalmente, los sospechosos fueron descartados hasta terminar con solo un grupo de ocho prisioneros—siete hombres y una mujer— y, junto con muchos otros, Pumphrey fue liberado.
El 15 de mayo de 1865, Pumphrey testificó durante el procesamiento y describió el caballo proporcionado a Booth y los detalles de cómo se produjo la transacción.
La última parte de Pumphrey en los acontecimientos que rodearon el asesinato fue esperar montado en su caballo varias horas afuera de la penitenciaría del Viejo Arsenal. Esperó en la esperanza de tener el privilegio de llevar el indulto del presidente Andrew Johnson a Mary Surratt. Si bien Pumphrey consideraba a la señora Surratt completamente inocente y exhibió la más profunda simpatía por ella, ningún indulto llegó. El 7 de julio de 1865, fue colgada junto con otros tres conspiradores.

## Vida posterior y muerte
Pumphrey continuó operando su establo de alquiler hasta poco antes de su fallecimiento. El cierre de su establo, como tantos otros en la época, estuvo causado por el advenimiento del automóvil. Establos de alquiler de monturas, carreterías donde se reparaban y construían carros y carretas, establos, caballerizas fueron sustituidos por concesionarios, talleres mecánicos y garajes, las diligencias por autobuses y cocheros y carreteros fueron dando paso a chóferes y camioneros a lo largo de las dos primeras décadas del siglo XX. El 16 de marzo de 1906, Pumphrey murió en Washington, D.C. Está enterrado en el Congressional Cemetery.

### Obituario
La siguiente es la necrológica de Pumphrey publicada en el The Evening Star, de Washington D. C. Se encuentra en la página 9 del ejemplar del 16 de marzo de 1906:

"James W. Pumphrey, un hombre de negocios prominente y activo en Washington, murió esta mañana a las 8:50 en su residencia 477 C Street después de una breve enfermedad. El señor Pumphrey nació en Washington, el 12 de septiembre de 1832 y vivió aquí toda su vida. Estuvo relacionado con el negocio del alquiler de monturas durante muchos años y un incidente importante en su carrera por el que no fue responsable, fue la circunstancia de que desde sus establos en C Street, NW, John Wilkes Booth alquiló un caballo antes del asesinato del presidente Abraham Lincoln y en el que luego huyó a Maryland donde encontró la muerte. Las espuelas que John Wilkes Booth llevaba en esta expedición fueron tomadas del señor Pumphrey, aunque este último no tenía conocimiento del propósito por el cual el asesino tenía la intención de emplearlas. Durante algún tiempo después de este trágico evento, el señor Pumphrey estuvo bajo vigilancia y no fue relevado hasta después del juicio y la condena de las partes que fueron acusadas de asociación con John Wilkes Booth en el asesinato. Al final de estos tiempos difíciles, el señor Pumphrey, que ya había sido absuelto por los tribunales, también fue absuelto en la estimación popular y continuó durante muchos años en su negocio original. Fue activo, enérgico, y muy caritativo en todos y cada uno de los ámbitos de la vida. Durante su vida tuvo muchos amigos que mantuvo hasta el fin.

Mientras que el señor Pumphrey se identificó de manera sorprendente con la gran tragedia final de la Guerra Civil, siempre sostuvo, y sus opiniones fueron creídas, que la idea del asesinato surgió solo en la mente de Booth, y que todos los demás que fueron acusados de participar en este triste evento, fueron influenciados por ese carácter peculiar y errático. Mostró la más profunda simpatía por la señora Surratt, a quien consideraba totalmente inocente de participación y se dice que estuvo sentado en su caballo durante horas esperando por el privilegio de llevar el indulto del presidente Andrew Johnson a la señora Surratt, encarcelada y posteriormente ejecutada en el arsenal de esta ciudad.

El señor Pumphrey solía decirles a sus amigos que su única conexión con la conspiración de Lincoln era que había perdido su caballo. Booth había tomado de los establos de Pumphrey el caballo que luego fue asesinado por Herold, el compañero de Booth después de escapar a Maryland para evitar su detención y captura. El señor Pumphrey estuvo durante un tiempo bajo arresto, en común con casi todos los que sabían algo o tenían alguna posible conexión con este incidente de la historia de los Estados Unidos, pero como se dijo, en ese momento estaban exentos de toda conexión con ese lamentable asunto."